# 杜根多夫
杜根多夫是德国巴伐利亚州的一个市镇。总面积22.03平方公里，总人口1610人，其中男性811人，女性799人（2011年12月31日），人口密度73人/平方公里。